# 違憲審査制
違憲審査制（）は、法令その他の処分が憲法に違反していないか（憲法適合性）を審査し公権的に判断する制度の事である。この手続きを「違憲審査」、「違憲立法審査」、「法令審査」、「合憲性審査」という。また、その権限は「違憲審査権」、「違憲立法審査権」、「法令審査権」、「合憲性審査権」と呼ばれる。広義には特別の政治機関が違憲審査を担う制度も含まれるが、通常は何らかの裁判機関が違憲審査を担う制度を指す。

## 概説
違憲審査制は西欧型の立憲主義憲法の下では憲法保障の中で最も重要な位置を占め、付随的審査制（アメリカ型、司法裁判所型）と抽象的審査制（ドイツ型、憲法裁判所型）とに大別される。
違憲審査制は憲法の最高法規性と基本的人権尊重の原理をその基礎とし、立憲主義の下で憲法の最高法規性をいかに担保するかは重要な課題とされてきた。19世紀初めのヨーロッパ諸国及びアメリカ合衆国において、憲法に基づいて政治を行うという立憲主義が確立したことに端を発し、制度的に発達してきたのが違憲審査制である。
なお、特に付随的審査制においては違憲な立法・行政処分を具体的事件に適用することを拒否するという司法権による統制という権力分立の側面もある。

## 違憲審査制の歴史
アメリカでは1803年のマーベリー対マディソン事件における連邦最高裁判所の首席裁判官ジョン・マーシャルの意見により、違憲審査制が確立したとされる。これはアメリカでは、イギリス議会が制定した圧制的な法律に対する反発により独立を果たした経緯があるため、元来立法権に対する不信の思想が強く、議会が制定した法律に対する違憲審査制も受け入れられやすかったためと考えられる。
これに対して、ヨーロッパ諸国においては、議会が制定する法律により行政権や司法権に制約を加え、それにより国民の人権を保障する考え方が立憲主義の中核と理解されていた。そのため、立憲主義が確立した当初は、議会が制定した法律の合憲性を審査する制度の導入は、民主主義や権力分立に反するものとして消極的に捉えられていた。
しかし、このような議会中心主義の考え方は第一次世界大戦後には動揺しはじめ、ケルゼンの起草にかかる1920年オーストリア共和国憲法において憲法裁判所制度の導入が試みられる。さらにはナチズムの台頭・政権掌握によって議会の立法で重大な人権侵害が発生した（ヒトラーは議会の立法によって権力を掌握して「議会によって権限を与えられた指導者」の指令としてホロコーストやT4作戦を実行した）ことの反省から、第二次世界大戦後、ドイツを中心に違憲審査制が広く導入されるようになった。

## 違憲審査制の分類
違憲審査制は付随的違憲審査制（司法裁判所型、アメリカ型）と抽象的違憲審査制（憲法裁判所型、ドイツ型）に大別される。
付随的違憲審査制（司法裁判所型、アメリカ型）
違憲審査権を司法権に内包するものと位置づけ、司法裁判所（通常の裁判所）が具体的事件を解決するのに必要な限度で違憲審査権を行使する方式。その判断は判決理由中に示される。付随的審査制はアメリカ、イギリス連邦諸国、ラテンアメリカの一部の国で採用されている。違憲の法令を適用することに対する個人の権利保護に重点を置く点で私権保障型（ここでいう私権は私人の権利という程度の意味であり、私法上の権利という一般的な用法とは異なる）ともいう。
抽象的違憲審査制（憲法裁判所型、ドイツ型）
違憲審査をするために特別に設けられた機関（通常は憲法裁判所）が具体的事案から離れて違憲審査権を行使する方式。その判断は判決主文中に示される。抽象的審査制を採用する国としてはドイツ、イタリア、オーストリア、韓国がある。違憲の法令を排除することにより法体系の整合性を確保することに重点を置く点で、憲法保障型ともいう。
ただし、今日の違憲審査制は、アメリカでも事件争訟性の緩和が図られ、また、ドイツでも私人が具体的事件における基本権侵害の排除を目的として憲法判断を求める憲法訴願（憲法異議）の場合が多く、実際にはともに接近する傾向にあるとされる。

## 各国の違憲審査制

### アメリカ合衆国
アメリカ合衆国憲法には、違憲審査制に関する明文の根拠条文が存在しないが、憲法制定に携わったハミルトンは、裁判所に違憲審査権がある旨の主張をしていた（『ザ・フェデラリスト』）。
同国の歴史上、違憲審査制が確立したのは、マーベリー対マディソン事件における1803年2月24日の連邦最高裁判所の判決による。この判決では、概ね以下の理由により議会が制定した法律の違憲性を裁判所が判断できるとした。
- 憲法を議会が通常の立法により変更できるのであれば、国家機関の権能を制限しようとした成文憲法は意味のない試みとなる。
- 何が法であるかの判断は、司法の権限に属する。
- 事件に適用される複数の法が矛盾する場合は、裁判所はそれらの効力を決定しなければならない。
- 憲法が法律に優越するのであれば、憲法と法律が矛盾する場合は、憲法が適用される。

以上のような理由により、通常の裁判所が「事件及び争訟」(cases and controversies) を審理する際に適用される法令の憲法適合性を審査する制度が確立し、付随的違憲審査制の代表として理解されている。また、違憲と解釈された法令を適用せずに具体的な争訟に対する判断をする手法を採り、憲法秩序を保障することを主要な目的としたものではないので、違憲判決の効力はあくまでも当該事件にしか及ばない。
また、違憲審査権の行使は慎重でなければならないという点から、法令に違憲の疑いがある場合でも憲法判断を回避する技術が確立している。特にニューディール政策の合憲性が争われたアシュワンダー対TVA事件における1936年2月17日の連邦裁判所判決においてブランダイス裁判官が補足意見であげた準則（ブランダイス・ルール）のうち、憲法問題が提出されていても他の理由により事件を処理できる場合は憲法判断をしないという準則（第4準則、憲法判断の回避）（「憲法判断回避の準則」）、法律の合憲性に対する重大な疑いが提起されている場合であってもまず憲法問題を避けることができる法解釈が可能であるかどうかを最初に確認するという準則（第7原則、合憲限定解釈）が有名である。
以上のように、アメリカの違憲審査制は、どこまでも具体的な事件を解決に必要な限りにおいて憲法判断をすることが建前になっている。もっとも、近年では、法令の違憲性の主張の利益（存在） (standing) を広く捉える傾向にあり、その意味において憲法秩序自体を保障する制度に近づいているとも言える。

### 日本
日本国憲法第81条は次のように定める。
また、裁判所法第3条は次のように定める。
また、裁判所法第8条は次のように定める。

#### 法的性格
最高裁判所の違憲審査権の法的性格については司法裁判所説、憲法裁判所説、法律事項説が対立する。
- 司法裁判所説（付随的違憲審査制説）（通説）
憲法81条はアメリカ型の付随的違憲審査制を採っていると解するのが通説である[8][12]。裁判所は具体的争訟の解決に付随してのみ違憲審査をすることができることになる。日本国憲法の違憲審査制は制定過程の経過をみてもアメリカの制度の流れをくむものであると考えられ、また、「第6章　司法」の章に違憲審査権について定める憲法81条の規定を置いており、この「司法」とは伝統的に具体的事件に法令を適用して紛争を解決する作用を指すからである[8][12]。　昭和23年の刑訴応急措置法事件判決では憲法81条をもって「米国憲法の解釈として樹立せられた違憲審査権を、明文をもって規定した」ものといち早く明言した[13]。 また昭和27年の警察予備隊違憲判決訴訟においても「わが現行の制度の下においては、特定の者の具体的な法律関係につき紛争の存する場合においてのみの裁判所にその判断を求めることができるのであり、裁判所がかような具体的事件を離れて抽象的に法律命令等の合憲性を判断する権限を有するとの見解には、憲法上及び法令上何等の根拠も存しない」と抽象的違憲審査権の可能性を斥けている[14]。

- 憲法裁判所説（独立審査権説）
憲法81条は最高裁判所に抽象的違憲審査権を付与したものである（憲法裁判所）とする見解。この見解によれば最高裁判所は具体的事件を離れて違憲審査権を行使することが可能あるいは違憲審査が義務づけられているとする。しかし、抽象的審査制を採用する場合には提訴要件、提訴権者、裁判官の選任方法、裁判の効力が明示されているのが通例であるにもかかわらず、日本国憲法にはこのような規定がないという問題点が指摘されている[8][15]。かつて最高裁判所を第一審として、自衛隊の前身である警察予備隊の設置や維持に関する法令の制定をも含む一切の行為の無効確認を求める訴えが提起されたことがある（警察予備隊違憲訴訟）。これに対し、最高裁は、具体的事件を離れて抽象的に法律、命令等が憲法に適合するかしないかを決定する権限を有するものではないものとして、訴えを却下した（日本国憲法に違反する行政処分取消請求 最高裁昭和27年10月8日大法廷判決）。

- 法律事項説
憲法81条は付随的違憲審査制を採っているが、法律の制定によって最高裁判所に抽象的違憲審査権を付与することは憲法上許容されており可能であるとする見解。なお、前掲の最高裁判決（最高裁昭和27年10月8日大法廷判決）はこの点について触れていない[6]。

#### 違憲審査の主体
- 最高裁判所
最高裁判所は憲法の明文において違憲審査の主体とされている（日本国憲法第81条）[16][17]。
- 下級裁判所
付随的違憲審査制の下では違憲審査権は司法権に内在するものと位置づけられること、日本国憲法第81条の「終審裁判所」の文言は前審の違憲審査を前提としているものとみられること（憲法81条は最高裁判所が終審裁判所として違憲審査権を行使する点を強調した規定とみられること）、裁判官は憲法尊重擁護義務（第99条）を負っていることなどから、解釈上、下級裁判所も違憲審査の主体として具体的争訟の解決に付随して違憲審査をすることができるとみるのが通説である[16][17]。判例（最高裁昭和25年2月1日大法廷判決）も下級裁判所の違憲審査の主体性を認める[18]。

#### 違憲審査の対象
日本国憲法第81条は「一切の法律、命令、規則又は処分」を違憲審査の対象として定める。
| 対象 | 説明 |
| ---- | --- |
| 法律 | 「法律」は国会の制定する形式的意味の法律を意味する。 |
| 命令 | 「命令」には行政機関が制定するもの一切が含まれる。 |
| 規則 | 「規則」には議院規則や最高裁判所規則も含まれる。なお、会計検査院規則や人事院規則については「命令」に含まれるとする説と「規則」に含まれるとする説がある。 |
| 処分 | 「処分」には行政機関の処分（行政処分）のほか、立法機関（国会）の処分、司法機関（裁判所）の処分も含まれる（通説及び判例は裁判所の判決も含まれると解する。昭和23年7月8日最高裁大法廷判決参照）。 |
| 条例 | 憲法81条の列挙には条例が挙がっていないものの国内法規範であり一般に違憲審査の対象に含まれると解されているが、その根拠としては「命令」に含まれるとする説と「法律」に含まれるとする説があり学説は分かれている。 |
| 判例 | 大審院の判例と高等裁判所の判例とは、最高裁判所小法廷で変更することができる。最高裁判所自身の判例の変更は、必ず全員の合議体である大法廷でこれをしなければならない。また裁判所法10条は、最高裁判所は、「当事者の主張に基いて、法律、命令、規則又は処分が憲法に適合するかしないかを判断するとき（意見が前に大法廷でした、その法律、命令、規則又は処分が憲法に適合するとの裁判と同じであるときを除く）」、「前号の場合を除いて、法律、命令、規則又は処分が憲法に適合しないと認めるとき」、「憲法その他の法令の解釈適用について、意見が前に最高裁判所のした裁判に反するとき」については小法廷で裁判をすることはできないと定めている。                 |
| 条約 | 憲法81条は違憲審査の対象として条約を挙げていない。憲法と条約と形式的効力の優劣については条約優位説と憲法優位説が対立する。条約優位説では当然に違憲審査の対象とならないとみる。これに対し、憲法優位説に立つ場合、憲法81条の文言や国家間の合意であるという条約の特殊性から違憲審査の対象とはならないとする否定説（消極説）と、「規則又は処分」として違憲審査の対象となるとする肯定説（積極説）（通説）、このほか部分的肯定説などの学説があり対立している。なお、条約が違憲審査の対象となる場合には憲法81条の列挙との関係が問題となるが、「法律」に準じるものとして違憲審査の対象となるとする説と憲法81条の列挙は例示とみるほかないとする説がある。 |

#### 違憲審査の審理
日本では付随的違憲審査制が採用されていると理解されているため、日本においてもブランダイス・ルールにいう憲法判断回避の準則が基本的に妥当すると解されている。下級審の判決であるが、自衛隊基地内の電信線を切断したことが自衛隊法第121条の「その他の防衛の用に供する物を損壊」に該当するとして起訴された事件につき、公判では自衛隊法の合憲性について争われたものの、判決では被告人が切断したものは「その他の防衛の用に供する物」に該当しない以上無罪であり、無罪の結論が出た以上は憲法判断に立ち入るべきではないとした例がある（札幌地昭和42年3月29日判決・下刑集9巻3号359頁、いわゆる恵庭事件）。また、違憲判決の効力はあくまでも当該事件にしか及ばないと解されていることもアメリカと同様である。
「憲法判断回避の準則」は裁判所が政治領域に踏み込むことを避け、法原理部門としての自己のアイデンティティを保持していこうという自己抑制のアプローチの所産であり、そこには①司法権の行使であるということにともなう憲法上の限界認識、②自己のアイデンティティ保持のための政策的・分別的配慮も多分にかかる認識と分かち難く反映されているものと思われる。裁判所が憲法訴訟に臨むにあたってのこうした自己抑制的な姿勢は司法の謙抑とも呼ぶべきもので、この自己抑制的な姿勢は、違憲かどうかの実体判断のレベルにもおよびうる可能性がある。法律が違憲かどうかの判断は、大きくかつ複雑な政治の領域の事情を考慮に入れなければならず、国民の代表である議会の制定した法律は明白な誤りがあると認められる場合にのみ違憲とすべきという明白性の原則がある。これらのレベルを含めて司法消極主義という言葉が用いられ、それと対象をなす立場ないし姿勢が司法積極主義と称されてきたように思われる（中谷実）。
付随的違憲審査制の例外とも解されるものとして、客観訴訟における違憲審査がある。行政事件訴訟法に定められる民衆訴訟や機関訴訟などの訴訟類型を、講学上、客観訴訟と呼ぶ。客観訴訟は、国や公共団体の具体的な行為を争うものではあっても、当事者間の権利義務関係に関する争いではない。客観訴訟の審理においても違憲審査はできるので、その限度において、憲法秩序自体を保障する制度に近づいているとも言える。
なお、在外日本人選挙権訴訟（最大判平成17年9月14日・民集59巻7号2087頁）は、法律の規定の違法性確認が適法となりうることを示した（もっとも本件では確認の利益を欠くとされ不適法とされている）が、これはあくまで具体的な法的紛争の解決のためには許されうるとしたものに過ぎず、およそ具体的な紛争から離れた抽象的審査制を認めたものではない。

#### 違憲判断の効力
最高裁判所の違憲判断の効力については一般的効力説と個別的効力説、このほか法律委任説もあり対立している。
| 名前                 | 内容 |
| -------------------- | --- |
| 一般的効力説         | 法令等の違憲判断は議会の手続を経ずとも一般的効力を生じ客観的無効となる。日本国憲法第98条第1項から違憲の法律は当然無効であり、また、一方の事件では違憲とされたものが他方の事件では合憲とされることは法的安定性を害し日本国憲法第14条に定める法の下の平等にも反することを根拠とする。この説に対しては事実上裁判所による消極的立法を認めることになり国会を唯一の立法機関とした日本国憲法第41条に反すること、過去の事件に遡って一般的遡及効を生じるとすると法的安定性を害すること、下級裁判所の判決に論理が貫徹できないことなど問題点が指摘されている。 |
| 個別的効力説（通説） | 法令等の違憲判断は当該事件においてのみ適用が排除される個別的効力にとどまる。通説は日本では付随的審査制が採用されており、また、法律を一般的に無効にすることは事実上の消極的立法を認めることになってしまい司法権の限界を超えることになるとして個別的効力にとどまるとする。 |
| 法律委任説           | 法令等の違憲判断の効力は法律に委任されている。ただし、現在、最高裁判所の違憲判断の効力について規定した法規は存在しない。 |

最高裁判所の違憲判断の効力が個別具体的な事件にとどまるとすると法的安定性を害するのではないかという問題を生じる。そのため、個別的効力説からは補完的に最高裁判所で法令違憲の判決があった場合、国会は早急に改廃手続をとるべきであり、また、行政府はその執行を差し控えるべきことが期待される（いわゆる礼譲期待説）あるいは一定の義務があると説かれることが多い。実際の運用では、尊属殺重罰規定違憲判決（最大判昭48・4・4刑集27巻3号265頁）においては、法務省通達による通常の殺人罪（刑法199条）の適用措置が講じられ、過去に重罰規定が適用された事件については内閣による個別恩赦で対応がなされた。

### 大韓民国

#### 憲法裁判所による違憲審査
大韓民国憲法は、司法権が帰属する法院（日本でいう裁判所）の他に、憲法判断の権限を有する憲法裁判所の制度を設けている。憲法裁判所は、身分保障がされている公務員を弾劾する権限なども有しているが、違憲審査との関係では、主に以下の権限を有する。
法院の提請による違憲法律審判
法院に係属している事件の審理に際し、適用される法律が合憲か違憲かが裁判の前提になったときは、法院の職権又は当事者の申請による決定に基づき、憲法裁判所に対して問題となる法律が憲法に違反するか否かについて提請し、憲法裁判所が違憲性につき審査をする。
憲法訴願審判
違憲の公権力（法院の裁判を除く）の行使により憲法上の基本権が侵害されていると主張する者は、救済を受けるために、憲法裁判所にその公権力行使の違憲審査を請求することができる。また、上記の法院の提請による違憲法律審判の提請の申立てを法院に棄却された当事者は、当該当事者は憲法裁判所に対して憲法訴願審判を請求することができる。
憲法裁判所により法律が違憲と判断された場合、当該法律は効力を喪失する。

### ドイツ
ドイツの憲法典であるドイツ連邦共和国基本法は、最高裁判所として位置づけられる連邦通常裁判所や連邦行政裁判所とは別に、憲法判断のために特別に連邦憲法裁判所 (Bundesverfassungsgericht) を設けている。同裁判所は違憲審査とは直接関連がない権限も有するが、違憲審査との関係では主に以下の権限を有する。
抽象的規範審査
連邦法やラント法の基本法適合性に関する判断。連邦政府、ラント政府、もしくは連邦議会議員の3分の1の申立てにより、具体的争訟を前提としない。
具体的規範審査
裁判所が具体的な審理に際して適用される法律が基本法に反すると判断した場合は、具体的事件のうち法律の違憲審査のみを連邦憲法裁判所に移送し、違憲性が審査される。
憲法訴願
公権力（行政処分のほか、裁判所の判決も含む）により基本権や一定の憲法上の権利が侵害されたと主張する者は、連邦憲法裁判所に対して、憲法訴願 (Verfassungsbeschwerde) の提起をすることができる。
政党に対する違憲審査
自由で民主的な基本秩序を侵害したりドイツの存立を危うくすることを目指す政党は違憲であるとされており、連邦裁判所は、連邦議会や連邦政府などの提訴により政党の違憲性を判断する（戦う民主主義）
上記のうち、抽象的規範審査は、具体的な争訟とは無関係に法律の基本法適合性が判断されるし、具体的規範審査についても、具体的な争訟を前提とした制度ではあっても、基本法適合性は具体的争訟とは独立して判断される。つまり、ドイツの制度は抽象的違憲審査制を基本とし、憲法秩序の維持を主眼としている。もっとも、憲法訴願の制度の存在により、公権力の違憲審査により個人の権利を保護する機能も有している。
なお、抽象的規範審査、具体的規範審査、憲法訴願についての連邦憲法裁判所の裁判は、法律としての効力を有するとされている。つまり、これらの裁判は、他の全ての国家機関を拘束することになる。

### フランス

#### 法律の違憲審査
1958年施行の第五共和国憲法は、憲法院 (Conseil constitutionnel) が法律 (Loi) の違憲審査を行う制度を採用している。 
憲法院は9人からなり、そのうち3人は大統領から指名される。他3人は国民議会(Assemblée Nationale)議長が指名し、最後の3人は元老院(Sénat)議長の指名による(1958年憲法第56条)。
更に、元大統領は職を退くと同時に憲法院のメンバーになる(1958年憲法第56条)。
憲法院職は、審査への参加件数や参加日数に関係なく毎月支給される給与があり、実際に元大統領の参加日数ないし件数が非常に少ないにもかかわらず一定の給与を受け取っている事実が風刺新聞で批判された(Canard Enchaîné)。
憲法院は、通常の裁判所とは異なる権限を有する特別裁判所である。違憲立法審査権を有し、それ以外にも大統領選挙、議会選挙に関する訴訟を扱う権限を有している（1958年憲法第58、59、60条）。
違憲審査に関しては以下の権限を有する。
法律所管事項を限定する（1958年憲法第34条および38条が議会と政府のそれぞれの権限を定めている）。
法律案が憲法により政府に授権された事項であると政府が判断した場合、政府は不受理によって対抗することができる。憲法院は政府又は議員の議長の請求により裁定をする。
共和国の根幹組織（議会、行政、司法など）に関係する法律(Loi organique)の合憲性を審査する。
当該法律については大統領の署名前（つまり、法律が施行される前）、議院規則については施行前に、必ず憲法院の審査に付され、合憲性について裁定する。
通常の法律(Loi ordinaire)の合憲性を審査する。
当該法律については、法律の施行前に合憲性を審査する。その場合、審査は大統領、首相、両議院の議長、又は60人の衆議院議員、60人の参議院議員の請求によってのみ発動される（1958年憲法第61条）。
以上のように、元来の憲法院の役割は国の基本機関に関する事案に集中していた。憲法院は議会と政府との関係を調整し、歴史的に強大になりがちな議会の権限を枠付ける役割を期待されていた。
これは、第一にフランス憲法が立法と行政の権限分割を明文化していることによる。憲法第34条は議会が制定する法律 (Loi) の対象事項を限定列挙しており、それ以外の事項は行政決定の管轄とされている。
第二に、第5共和国憲法には人権保障に関する条文に乏しく、そのぶん統治機構に関する規定が中心になっていることが大きく影響している。
もっとも、1971年7月16日の判決によって、憲法院は憲法の前文の実行性を承認し、さらに、第5共和国憲法は第4共和国憲法前文および1789年の人権宣言を含むものであると明確に提示した。これにより以上のテキストが列挙するすべての自由および人権に対する抵触の有無も審査対象になる旨の判断を下した。
なお、2010年3月1日に施行された憲法改正法（2008年7月23日採択）により、第61条に定められる法律の施行前審査に加えて、すでに施行されている法律の違憲審査請求を、個別裁判の間に国務院(Conseil d'Etat、公法、おもに行政法での最高裁判所)および破毀院(Cour de cassation、私法での最高裁判所。民事、刑事、商法など幅広い権限を持つ)のフィルターを通して憲法院まで吸い上げる制度が施行された（1958年憲法第61-1条）。
第61-1条による違憲審査はQuestion Prioritaire de constitutionalité、略してQPCと呼ばれ、憲法改正法が施行された2010年3月1日から2011年9月1日の18か月間におよそ3,000から4,000のQPCが法廷に提出された。
QPCは、個別の裁判において適用される可能性の高い法律が、憲法によって保障される自由および人権に抵触する条項を含んでいると裁判当事者がみなした場合に請求することが出来る。その場合、裁判はいったん中断され、判事が違憲審査請求の条件を満たしているか審査する。その後、下級裁判所判事が審査請求を認めた場合、案件は最高裁判所（国務院ないし破毀院）へ送られる。最高裁判所は憲法院に当該請求をするか否かを3か月以内に決定する。最高裁判所から案件を受けた場合、憲法院は3か月以内に当該法律の合憲・違憲性について裁定する（2008年7月23日法）。

#### 行政に対する違憲審査
フランスにおいては、行政機関の系列に属するコンセイユ・デタ (Conseil d'État) 争訟部が、行政最高裁判所としての権限を有している。コンセイユ・デタによる裁判は、行政の適法性を審査するものであるが、その審査基準として、憲法前文から由来する法の一般原理を援用することがあり、事実上、命令の違憲審査が行われることになる。